# Møbelringen Cup 2018
Møbelringen Cup 2018 var den 18. udgave af Møbelringen Cup og afholdtes fra den 22. – 25. november 2018 i Telenor Arena i Oslo i Norge. Turneringen havde deltagelse af Frankrig, Ungarn, Danmark og værtsnationen Norge. Norge vandt turneringen for tredje gange i træk og tolvte gang i alt.

## Resultater
| Dato          | Hold 1   | Hold 2   | Resultat |
| ------------- | -------- | -------- | -------- |
| 22.11         | Norge    | Ungarn   | 25-19    |
| 22.11         | Frankrig | Danmark  | 22-20    |
| 24.11         | Ungarn   | Frankrig | 18-19    |
| 24.11         | Norge    | Danmark  | 28-22    |
| 25.11         | Danmark  | Ungarn   | 23-16    |
| 25.11         | Norge    | Frankrig | 23-21    |
| Kilde (norsk) |          |          |          |

| Hold          | Kampe | Mål   | Point |
| ------------- | ----- | ----- | ----- |
| Norge         | 3     | 76-62 | 6     |
| Frankrig      | 3     | 62-61 | 4     |
| Danmark       | 3     | 65-66 | 2     |
| Ungarn        | 3     | 53-67 | 0     |
| Kilde (norsk) |       |       |       |